# إيبون لايانا ديل ريو
إيبون لايانا ديل ريو (بالإسبانية: Ibone Lallana del Rio، ولدت في 15 مايو 1976، باساوري، بيسكاي، إسبانيا) لاعبة تايكوندو إسبانية.
حصلت على ميدالية فضية وبرونزية في بطولات العالم للتايكوندو، كما حازت على الميدالية الفضية في بطولة أوروبا للتايكوندو.

## إنجازاتها

### بطولة العالم للتايكوندو
- 1999 إدمنتون  كندا:  ميدالية فضية في وزن تحت 72 كغم.
- 2005 مدريد  إسبانيا:  ميدالية برونزية في وزن تحت 67 كغم.

### بطولة أوروبا للتايكوندو
- 2004 ليلهامر  النرويج:  ميدالية فضية في وزن تحت 67 كغم.

## روابط خارجية
- إيبون لايانا ديل ريو على موقع TaekwondoData.com (الإنجليزية)
- إيبون لايانا ديل ريو على موقع اللجنة الأولمبية الإسبانية (الإسبانية)